# Пушкины
Пу́шкины — древний русский дворянский род.
В Гербовник внесены две фамилии Пушкиных:
1. Потомство прибывшего «из немец» в первой половине XII века Ратши (Герб. Часть VII. № 19). Сюда принадлежат Мусины-Пушкины и графы Мусины-Пушкины (Герб. Часть I. № 17).
2. Потомство Нелюба Ивановича Пушкина, предки которых верстаны поместным окладом (1631) (Герб. Часть XII. № 74)[1][2].

Род внесён в Бархатную книгу. При подаче документов (1 января — 22 марта 1686) для внесения рода в Бархатную книгу было представлено четыре родословные росписи Пушкиных, в результате чего началась тяжба одной из ветвей рода по челобитной (9 февраля 1687) Михаила Фёдоровича Пушкина с братьями о неправильных росписях Мусиных-Пушкиных, Бобрищевых-Пушкиных и Никиты Пушкина с просьбой внесения их родословия (линии Михаила с братьями) в главу Свибловых. Палата родословных дел рассмотрела в 1688 году выписки из старого родословца, выписки из росписей родов, происходящих от Ивана Морхини. Указ о внесении родословия линии Михаила Пушкина с братьями подписан 22 июля 1688 с внесением рода в главу Свибловых.
Род внесён в VI часть дворянских родословных книг Костромской, Московской и Нижегородской губерний.

## Происхождение и история рода
Род происходит от легендарного выходца «из немец» «мужа честна» Ратша (некоторые исследователи отождествляют его с Ратмиром, другие — с новгородским витязем Гаврилой Алексичем).
Их потомок (VII колено) Григорий Александрович, прозванный Пушка, был родоначальником Пушкиных. О службе Григория ничего неизвестно, но поскольку один из его сыновей (Фёдор Григорьевич Товарко) был боярином, исследователи считают, что и сам Григорий Пушка не был обычным служилым человеком, обладавшим большими вотчинами. Род рано разделился на множество ветвей, часть из которых захудали.
Один из правнуков родоначальника, Василий Тимофеевич, ездил в Литву в свите великой княжны Елены Иоанновны (1495). Остафий Михайлович — посол в Польшу (1581), вёл переговоры с Антонио Поссевино, послан в Нарву для переговоров со шведскими послами (1592), при Годунове пожалован в думные дворяне и назначен воеводой в Тобольск († 1602). Иван Михайлович Большой († 1612) был московским ловчим и думным дворянином, Никита Михайлович († 1622) — окольничим, Гавриил Григорьевич Пушкин — сокольничим у Лжедмитрия; его сын Григорий Гаврилович († 1656), любимец царя Алексея Михайловича, был наместником нижегородским, послом в Польшу (1650), боярином и оружейничим. Его племянники Матвей и Яков Степановичи были боярами при Петре Великом; из них первый за участие в заговоре сослан в Енисейск, а сын его Фёдор — казнён.
Отрасль, из которой происходил Александр Сергеевич Пушкин, выделилась в середине XVI века. Члены этой — младшей в роду — отрасли не поднимались выше звания стольника, и только Иван Фёдорович Шиш был окольничим.
Никита и Иван Меньшой Михайловичи, Михаил Евстафьевич, Иван Григорьевич, Фёдор Семёнович, Фёдор Фёдорович и Фёдор Тимофеевич участвовали в избрании царя Михаила Фёдоровича (1613).

## Ветви рода

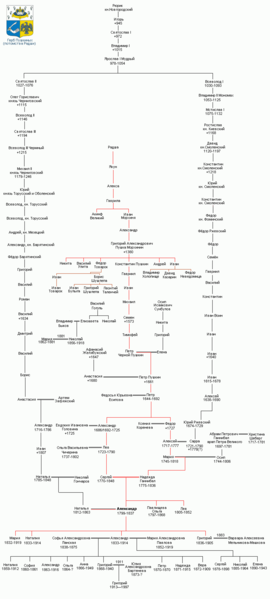
Генеалогическое древо Пушкиных

От 5 из 7 сыновей родоначальника пошли 5 основных ветвей рода:
- Старшая (новгородская) ветвь Пушкиных, потомки Александра Григорьевича Пушкина;
  - Боярцовы;
  - Шараповы;
- Средняя ветвь Пушкиных, потомки Никиты Григорьевича Пушкина;
  - Курчевы;
  - Рожновы;
- Улитины-Пушкины, потомки Василия Григорьевича Улиты;
  - Мусины-Пушкины;
    - графы Мусины-Пушкины;
      - Мусин-Пушкин, Аполлос Аполлосович;

  - Кологривовы;
    - Поводовы;

  - Бобрищевы-Пушкины;
  - Шафериковы-Пушкины;
- Товарковы, потомки Фёдора Григорьевича Товарка;
- Младшая ветвь Пушкиных, потомки Константина Григорьевича Пушкина[8].

## Описание гербов

#### Герб. Часть V. № 18
Герб рода Пушкиных: щит трёхчастный, разделён горизонтально на две части, а нижняя часть разделена вертикально на две части: в верхней части, в горностаевом поле, на пурпуровой подушке с золотыми кистями, алая бархатная княжеская шапка (служит на память того, что выехавший в Россию из Славянской земли «муж честен» Ратша, ещё под победоносным знаменем великого князя, святого Александра Невского против неверных воевал).
В нижней части, справа, в голубом поле, изображена в серебряных латах правая рука с мечом, вверх поднятым (древняя Славянская эмблема издавна принята потомками Радши в доказательство происхождения их из Славонии). С левой стороны, в золотом поле, голубой орёл с распростёртыми крыльями, имеющий в когтях меч и державу голубого цвета. Щит увенчан обыкновенным дворянским шлемом, с дворянской на нём короной и тремя страусовыми перьями. Намёт: голубой, подложенный золотом.

#### Герб. Часть XII. № 74.
Герб потомства Нелюба Ивановича Пушкина: в серебряном щите горизонтально зелёный пояс. На нём накрест два золотых орлиных пера. Щит увенчан дворянским коронованным шлемом. Нашлемник — вытянутая вверх рука в серебряной одежде с зелёным обшлагом держит золотое орлиное перо. Намёт: зелёный с серебром.

## Известные представители рода
- Пушкин Иван Иванович — заключил в Новгороде договор с ганзейскими послами (1514).
- Пушкин Василий Алексеевич — ездил послом в Казань (1532).
- Пушкин Тихомир Юрьевич — сын боярский, погиб при взятии Казани (02 октября 1552), его имя занесено в синодик московского Успенского собора на вечное поминовение.
- Пушкин Гаврила — голова, воевода в Пелыме (1601), Погорелом-Городище (1608).
- Пушкин Фёдор — голова, воевода в Тюмени (1601).
- Пушкин Лука (Савлук) Евстафьевич — воевода в Мангазее (1601—1603).
- Пушкин Леонтий Михайлович — погиб под Кромами (1605).
- Пушкин, Иван Михайлович Большой († 1612), думный дворянин, окольничий и дипломат.
- Пушкин, Евстафий Михайлович (? — 1603), стольник, думный дворянин, дипломат, участник Ливонской войны, воевода в Тобольске (1601—1602).
- Пушкин Григорий Григорьевич (Сулемша) — воевода в Вологде (1612 и 1614), Ярославле (1616—1618).
- Пушкин Иван Иванович — стольник, воевода в Михайлове (1616), Верхотурье (1620—1622).
- Пушкин Иван Михайлович Меньшой — в 1610 г. по поручению Василия Шуйского прибыл в крепость Корела для ведения переговоров с Делагарди [11]. С сентября 1610 года возглавлял оборону Корелы. Осада крепости войсками Делагарди продолжалась семь месяцев, до марта 1611 года, завершилась полным истощением сил защитников и сдачей Корелы. Воевода в Астрахани (1615—1617).
- Пушкин, Семён Михайлович — опричник
- Пушкин Тимофей Семёнович — воевода в Цывильске (1618).
- Пушкин Михаил Остафьевич — воевода в Чебоксарах (1620—1621), московский дворянин (1627—1629).
- Пушкин Борис Григорьевич (Сулемшин) — воевода в Мценске (1621—1622), Туле (1626 и 1632), Вязьме (1629—1640).
- Пушкин, Никита Михайлович († 1622), окольничий, воевода в Тобольске (1603—1605), Вологде (1608—1609), на Двине (1613), в Холмогорах, Владимире на Клязьме (1614—1616), Арзамасе (1617).
- Пушкин Никита Афанасьевич — воевода в Сургуте (1625—1627), московский дворянин (1627—1640).
- Пушкин, Пётр Тимофеевич — московский дворянин (1627—1629), воевода в Тюмени (1627—1628).
- Пушкин Степан Гаврилович — стольник (1627—1640).
- Пушкин Воин Тимофеевич — воевода в Березове (1629—1631), Брянске (1636).
- Пушкин, Пётр Петрович (? — 1661), стольник (1658—1692), дворянин московский.
- Пушкин, Гавриил Григорьевич (ок. 1560—1638), воевода в Вязьме (1614—1615), сокольничий и думный дворянин (1627—1636). Постригся († 1638).
- Пушкины: Иван Богданович, Гаврила и Андрей Владимировичи — стольники патриарха Филарета (1627—1629), московские дворяне (1636—1640).
- Пушкины: Фёдор Семёнович († 1629), Степан Савлуков, Иван Никитич, Воин Тимофеевич, Иван Иванович, Иван и Борис Григорьевичи — московские дворяне (1627—1640).
- Пушкин, Василий Никитич, дворянин московский (1627—1640), воевода в Пронске (1627), Чебоксарах (1636—1637, Вязьме и Якутске (1644—1649).
- Пушкин, Иван Никитич, — стольник и дворянин московский (1627—1640), воевода в Мангазее (1623), Кайгороде, Алатыре (1637), Казани (1643—1647), Пелыме (1649).
- Пушкин Борис Иванович — московский дворянин (1627—1640), окольничий (1640—1658), воевода в Мангазее (1635), Яблонове (1641), на Двине (1652—1656).
- Пушкин Фёдор Иванович — московский дворянин (1627—1640), воевода в Михайлове (1630).
- Пушкин Фёдор Тимофеевич — московский дворянин (1627—1636), стольник, воевода в Каргополе и Турчасове (1630), Севске (1633), Торопце (1638—1639), Хотмыжске (1641—1642) († 1647).
- Пушкины: Сила Иванович, Никита и Михаил Остафьевичи — стряпчие (1636).
- Пушкин, Пётр Михайлович «Желтоух», стольник, полковой воевода в Козлове (1653—1654).
- Пушкин, Фёдор Фёдорович «Сухорук», воевода и дворянин московский (1627—1640).
- Пушкин Никита Воинович — стольник (1636—1640), воевода в Козлове (1650).
- Пушкин Фёдор Иванович — стряпчий (1640—1658), московский дворянин (1668—1677), стольник (1690—1692).
- Пушкин Пётр Михайлович — стольник (1640—1676).
- Пушкин Андрей Владимирович — воевода в Старице (1651).
- Пушкин Фёдор Владимирович — воевода в Чугуеве (1651—1653), московский дворянин (1660).
- Пушкин Пётр — стольник, воевода в Олонце (1656—1657).
- Пушкин Андрей Иванович — стольник (1658).
- Пушкин, Иван Фёдорович, — стольник (1658—1676), окольничий (1682—1692), воевода в Тобольске (1674—1676), Верхотурье (1676—1679), Чернигове (1682), Тереке (1684).
- Пушкин Борис Андреевич — стряпчий (1676), стольник (1682—1692).
- Пушкин Афанасий Никитич — стольник царицы Прасковьи Фёдоровны (1686), стольник (1689—1692).
- Пушкины: Иван Калинников и Афанасий Никулин — стольники царицы Прасковьи Фёдоровны (1686—1692).
- Пушкин, Матвей Степанович (ок. 1630—1706), старший сын Степана Гавриловича, стольник (1658—1668), окольничий (1668—1676), боярин (1683—1692), лишен имений и сослан в Енисейск (1697).
- Пушкин, Яков Степанович, младший сын Степана Гавриловича — стряпчий (1676), стольник (1677), окольничий (1686), боярин (1691—1692).
- Пушкин, Григорий Гаврилович (ок. 1605—1656), боярин, воевода в Путивле (1639—1641), Смоленске (1654—1655), оружничий и дворецкий.
- Пушкин, Степан Гаврилович (? — 1656) — стольник, воевода в Рыльске (1644), Усюге-Великом (1647), Путивле (1653), Смоленске (1654—1655), окольничий.
- Пушкины: Пётр Петрович, Осип Аристович — стряпчие (1668—1692).
- Пушкин Иван Васильевич — московский дворянин (1662—1692).
- Пушкины: Фёдор Матвеевич, Фёдор Петрович, Прокофий Фёдорович, Никита Борисович, Михаил Фёдорович, Калина Гаврилович, Иван Богданович, Лев и Евсей Силины — стольники (1658—1692).
- Пушкин Пётр Калинович — контр-адмирал, губернатор Архангельска.
- Пушкин, Сергей Львович (1770—1848), офицер лейб-гвардии, отец Александра и Льва Пушкиных.
- Пушкин Алексей Михайлович (1771—1825) — генерал-майор, камергер.
- Пушкин, Александр Сергеевич (1799—1837), великий русский поэт, драматург и прозаик.
- Пушкин, Лев Сергеевич (1805—1852), боевой офицер, младший брат поэта.
- Пушкин, Александр Александрович (1833—1914) — генерал от кавалерии, старший сын поэта.
- Пушкин, Александр Александрович (род. 1942), праправнук Александра Сергеевича Пушкина, последний прямой потомок поэта по мужской линии[12][1][13].